# Down IV Part I
Down IV Part I (oft auch The Purple EP genannt) ist die erste EP der US-amerikanischen Metal-Band Down. Sie erschien am 18. September 2012 und ist die erste Veröffentlichung der Band mit Bassist Pat Bruders, der anstelle von Rex Brown in die Band kam.

## Entstehung und Stil
Im Oktober 2011 gingen Down in Phil Anselmos eigenes Studio, Nodferatu’s Lair, um Down IV Part I aufzunehmen. Anselmo gab im Januar 2012 bekannt, dass die Band im September die erste von vier EPs statt eines einzigen Studioalbums veröffentlichen wolle. Ende Juli 2012 wurden dann auch Titel und Artwork der EP enthüllt. 
Die Band geht in Down IV Part I stilistisch zu ihren Wurzeln zurück und verarbeitet Einflüsse von Black Sabbath, Saint Vitus und Witchfinder General.

## Rezeption
Natalie Zed von About.com gab 3,5 von fünf Sternen. „While the sound of this record is classic Down, delivered without experimentation or flourish, the form of the album is where the band allow themselves freedom to explore, and very successfully.“ Die EP sei zum einen sehr zufriedenstellend, mache aber auch Hunger auf mehr – „eine gute Balance.“

## Titelliste
1. Levitation – 4:58
2. Witchtripper – 3:49
3. Open Coffins – 5:43
4. The Curse Is a Lie – 6:00
5. This Work Is Timeless – 3:43
6. Misfortune Teller – 9:05